# Marcus Maecius Memmius Furius Baburius Caecilianus Placidus
Marcus Maecius Memmius Furius Baburius Caecilianus Placidus war ein römischer Politiker der Spätantike des 4. Jahrhunderts.
Eine Inschrift aus Puteoli dokumentiert Placidus' Beamtenlaufbahn: Er trug den Titel vir clarissimus und war Comes von Venetien und Istrien sowie Präfekt der städtischen Getreideversorgung (ca. 337–350). Er war Comes ersten Ranges (comes ordinis primi), wahrscheinlich unter Constans, Comes in der Dioecesis Orientis mit Ägypten und Mesopotamien (ca. 340/341). Später amtierte er als Prätorianerpräfekt von Italien (342–344), wurde im Jahr 343 zusammen mit Flavius Romulus Konsul und war schließlich von 346 bis 347 Stadtpräfekt von Rom. Darüber hinaus fungierte er dreimal als kaiserlicher Richter.
Placidus bekleidete außerdem verschiedene priesterliche Ämter, darunter das des Pontifex, des Augurs des römischen Volkes der Quiriten sowie das eines Mitglieds im Kollegium der Quindecimviri sacris faciundis.